# Абдеєв Назір Закірович
Абде́єв Назі́р Закі́рович (*10 липня 1934, присілок Булякай) — башкирський співак (лірико-драматичний тенор), артист, народний артист Башкирії (1990) та заслужений артист Башкирії (1974).

## Біографія
Назір Закірович народився 10 липня 1934 року у присілку Булякай Кармаскалинського району Башкирської АРСР. 1965 року закінчив Уральську консерваторію (клас І. П. Семенова). В 1956–1958 роках був артистом хору Башкирського радіо, з 1965 року був солістом Башкирського державного театру опери й балету.
Абдеєв був першим виконавцем партій Зайнулли («Хвилі Агіделі» Загіра Ісмагілова, 1967), Айбулата («Буря» Рауфа Муртазіна, 1969), Ільяса («Сучасники» Хусаїна Ахметова, 1970). Багато років співав партію Салавата Юлаєва в однойменній опері Загіра Ісмагілова.

## Творчий доробок
Основні партії:
- Хозе — «Кармен» Жоржа Бізе
- Дон Карлос — «Дон Карлос» Джузеппе Верді
- Князь — «Русалка» Олександра Даргомижского
- Акмурза — «Шаура» Загіра Ісмагілова
- Біржан — «Біржан і Сара» Мукана Тулебаєва